# Medaliści igrzysk olimpijskich w pływaniu
Lista medalistów letnich igrzysk olimpijskich w pływaniu w konkurencjach mężczyzn.

## Konkurencje obecnie rozgrywane

### 50 m stylem dowolnym
| Rok i miejsce       | Złoto                       | Srebro           | Brąz                      |
| ------------------- | --------------------------- | ---------------- | ------------------------- |
| Seul 1988           | Matt Biondi                 | Tom Jager        | Giennadij Prigoda         |
| Barcelona 1992      | Aleksandr Popow             | Matt Biondi      | Tom Jager                 |
| Atlanta 1996        | Aleksandr Popow             | Gary Hall Jr.    | Fernando Scherer          |
| Sydney 2000         | Anthony Ervin Gary Hall Jr. | –                | Pieter van den Hoogenband |
| Ateny 2004          | Gary Hall Jr.               | Duje Draganja    | Roland Schoeman           |
| Pekin 2008          | César Cielo                 | Amaury Leveaux   | Alain Bernard             |
| Londyn 2012         | Florent Manaudou            | Cullen Jones     | César Cielo               |
| Rio de Janeiro 2016 | Anthony Ervin               | Florent Manaudou | Nathan Adrian             |
| Tokio 2020          | Caeleb Dressel              | Florent Manaudou | Bruno Fratus              |

### 100 m stylem dowolnym
| Rok i miejsce       | Złoto                     | Srebro            | Brąz                    |
| ------------------- | ------------------------- | ----------------- | ----------------------- |
| Ateny 1896          | Alfréd Hajós              | Otto Herschmann   | –                       |
| Londyn 1908         | Charles Daniels           | Zoltán Halmay     | Harald Julin            |
| Sztokholm 1912      | Duke Kahanamoku           | Cecil Healy       | Kenneth Huszagh         |
| Antwerpia 1920      | Duke Kahanamoku           | Pua Kealoha       | William Harris          |
| Paryż 1924          | Johnny Weissmuller        | Duke Kahanamoku   | Samuel Kahanamoku       |
| Amsterdam 1928      | Johnny Weissmuller        | István Bárány     | Katsuo Takaishi         |
| Los Angeles 1932    | Yasuji Miyazaki           | Tatsugo Kawaishi  | Albert Schwartz         |
| Berlin 1936         | Ferenc Csik               | Masanori Yusa     | Shigeo Arai             |
| Londyn 1948         | Walter Ris                | Alan Ford         | Géza Kádas              |
| Helsinki 1952       | Clarke Scholes            | Hiroshi Suzuki    | Göran Larsson           |
| Melbourne 1956      | Jon Henricks              | John Devitt       | Gary Chapman            |
| Rzym 1960           | John Devitt               | Lance Larson      | Manuel dos Santos       |
| Tokio 1964          | Don Schollander           | Robert McGregor   | Hans-Joachim Klein      |
| Meksyk 1968         | Michael Wenden            | Kenneth Walsh     | Mark Spitz              |
| Monachium 1972      | Mark Spitz                | Jerry Heidenreich | Władimir Bure           |
| Montreal 1976       | Jim Montgomery            | Jack Babashoff    | Peter Nocke             |
| Moskwa 1980         | Jörg Woithe               | Per Holmertz      | Per Johansson           |
| Los Angeles 1984    | Rowdy Gaines              | Mark Stockwell    | Per Johansson           |
| Seul 1988           | Matt Biondi               | Chris Jacobs      | Stéphan Caron           |
| Barcelona 1992      | Aleksandr Popow           | Gustavo Borges    | Stéphan Caron           |
| Atlanta 1996        | Aleksandr Popow           | Gary Hall Jr.     | Gustavo Borges          |
| Sydney 2000         | Pieter van den Hoogenband | Aleksandr Popow   | Gary Hall Jr.           |
| Ateny 2004          | Pieter van den Hoogenband | Roland Schoeman   | Ian Thorpe              |
| Pekin 2008          | Alain Bernard             | Eamon Sullivan    | Jason Lezak César Cielo |
| Londyn 2012         | Nathan Adrian             | James Magnussen   | Brent Hayden            |
| Rio de Janeiro 2016 | Kyle Chalmers             | Pieter Timmers    | Nathan Adrian           |
| Tokio 2020          | Caeleb Dressel            | Kyle Chalmers     | Klimient Kolesnikow     |

### 200 m stylem dowolnym
| Rok i miejsce       | Złoto                     | Srebro                    | Brąz                  |
| ------------------- | ------------------------- | ------------------------- | --------------------- |
| Paryż 1900          | Frederick Lane            | Zoltán Halmay             | Karl Ruberl           |
| Meksyk 1968         | Michael Wenden            | Don Schollander           | John Nelson           |
| Monachium 1972      | Mark Spitz                | Steve Genter              | Werner Lampe          |
| Montreal 1976       | Bruce Furniss             | John Naber                | James Montgomery      |
| Moskwa 1980         | Siergiej Koplakow         | Andriej Kryłow            | Graeme Brewer         |
| Los Angeles 1984    | Michael Groß              | Michael Heath             | Thomas Fahrner        |
| Seul 1988           | Duncan Armstrong          | Anders Holmertz           | Matt Biondi           |
| Barcelona 1992      | Jewgienij Sadowy          | Anders Holmertz           | Antti Kasvio          |
| Atlanta 1996        | Danyon Loader             | Gustavo Borges            | Daniel Kowalski       |
| Sydney 2000         | Pieter van den Hoogenband | Ian Thorpe                | Massimiliano Rosolino |
| Ateny 2004          | Ian Thorpe                | Pieter van den Hoogenband | Michael Phelps        |
| Pekin 2008          | Michael Phelps            | Park Tae-hwan             | Peter Vanderkaay      |
| Londyn 2012         | Yannick Agnel             | Park Tae-hwan Sun Yang    | –                     |
| Rio de Janeiro 2016 | Sun Yang                  | Chad le Clos              | Conor Dwyer           |
| Tokio 2020          | Thomas Dean               | Duncan Scott              | Fernando Scheffer     |

### 400 m stylem dowolnym
| Rok i miejsce       | Złoto              | Srebro                | Brąz               |
| ------------------- | ------------------ | --------------------- | ------------------ |
| Londyn 1908         | Henry Taylor       | Frank Beaurepaire     | Otto Scheff        |
| Sztokholm 1912      | George Hodgson     | John Hatfield         | Harold Hardwick    |
| Antwerpia 1920      | Norman Ross        | Ludwig Langer         | George Vernot      |
| Paryż 1924          | Johnny Weissmuller | Arne Borg             | Boy Charlton       |
| Amsterdam 1928      | Alberto Zorrilla   | Boy Charlton          | Arne Borg          |
| Los Angeles 1932    | Buster Crabbe      | Jean Taris            | Tsutomu Oyokota    |
| Berlin 1936         | Jack Medica        | Shunpei Uto           | Shōzō Makino       |
| Londyn 1948         | William Smith      | James McLane          | John Marshall      |
| Helsinki 1952       | Jean Boiteux       | Ford Konno            | Per-Olof Östrand   |
| Melbourne 1956      | Murray Rose        | Tsuyoshi Yamanaka     | George Breen       |
| Rzym 1960           | Murray Rose        | Tsuyoshi Yamanaka     | John Konrads       |
| Tokio 1964          | Don Schollander    | Frank Wiegand         | Allan Wood         |
| Meksyk 1968         | Mike Burton        | Ralph Hutton          | Alain Mosconi      |
| Monachium 1972      | Brad Cooper        | Steve Genter          | Tom McBreen        |
| Montreal 1976       | Brian Goodell      | Tom Shaw              | Wołodymyr Raskatow |
| Moskwa 1980         | Władimir Salnikow  | Andriej Kryłow        | Iwar Stukołkin     |
| Los Angeles 1984    | George DiCarlo     | John Mykkanen         | Justin Lemberg     |
| Seul 1988           | Uwe Daßler         | Duncan Armstrong      | Artur Wojdat       |
| Barcelona 1992      | Jewgienij Sadowy   | Kieren Perkins        | Anders Holmertz    |
| Atlanta 1996        | Danyon Loader      | Paul Palmer           | Daniel Kowalski    |
| Sydney 2000         | Ian Thorpe         | Massimiliano Rosolino | Klete Keller       |
| Ateny 2004          | Ian Thorpe         | Grant Hackett         | Klete Keller       |
| Pekin 2008          | Park Tae-hwan      | Zhang Lin             | Larsen Jensen      |
| Londyn 2012         | Sun Yang           | Park Tae-hwan         | Peter Vanderkaay   |
| Rio de Janeiro 2016 | Mack Horton        | Sun Yang              | Gabriele Detti     |
| Tokio 2020          | Ahmed Hafnaoui     | Jack McLoughlin       | Kieran Smith       |

### 800 m stylem dowolnym
| Rok i miejsce | Złoto        | Srebro               | Brąz               |
| ------------- | ------------ | -------------------- | ------------------ |
| Tokio 2020    | Robert Finke | Gregorio Paltrinieri | Mychajło Romanczuk |

### 1500 m stylem dowolnym
| Rok i miejsce       | Złoto                | Srebro             | Brąz              |
| ------------------- | -------------------- | ------------------ | ----------------- |
| Londyn 1908         | Henry Taylor         | Thomas Battersby   | Frank Beaurepaire |
| Sztokholm 1912      | George Hodgson       | John Hatfield      | Harold Hardwick   |
| Antwerpia 1920      | Norman Ross          | George Vernot      | Frank Beaurepaire |
| Paryż 1924          | Boy Charlton         | Arne Borg          | Frank Beaurepaire |
| Amsterdam 1928      | Arne Borg            | Boy Charlton       | Buster Crabbe     |
| Los Angeles 1932    | Kusuo Kitamura       | Shōzō Makino       | Jim Cristy        |
| Berlin 1936         | Noboru Terada        | Jack Medica        | Shunpei Uto       |
| Londyn 1948         | James McLane         | John Marshall      | György Mitró      |
| Helsinki 1952       | Ford Konno           | Shirō Hashizume    | Tetsuo Okamoto    |
| Melbourne 1956      | Murray Rose          | Tsuyoshi Yamanaka  | George Breen      |
| Rzym 1960           | John Konrads         | Murray Rose        | George Breen      |
| Tokio 1964          | Robert Windle        | John Nelson        | Allan Wood        |
| Meksyk 1968         | Mike Burton          | John Kinsella      | Gregory Brough    |
| Monachium 1972      | Mike Burton          | Graham Windeatt    | Douglas Northway  |
| Montreal 1976       | Brian Goodell        | Bobby Hackett      | Stephen Holland   |
| Moskwa 1980         | Władimir Salnikow    | Aleksandr Czajew   | Max Metzker       |
| Los Angeles 1984    | Mike O’Brien         | George DiCarlo     | Stefan Pfeiffer   |
| Seul 1988           | Władimir Salnikow    | Stefan Pfeiffer    | Uwe Daßler        |
| Barcelona 1992      | Kieren Perkins       | Glen Housman       | Jörg Hoffmann     |
| Atlanta 1996        | Kieren Perkins       | Daniel Kowalski    | Graeme Smith      |
| Sydney 2000         | Grant Hackett        | Kieren Perkins     | Chris Thompson    |
| Ateny 2004          | Grant Hackett        | Larsen Jensen      | David Davies      |
| Pekin 2008          | Oussama Mellouli     | Grant Hackett      | Ryan Cochrane     |
| Londyn 2012         | Sun Yang             | Ryan Cochrane      | Oussama Mellouli  |
| Rio de Janeiro 2016 | Gregorio Paltrinieri | Connor Jaeger      | Gabriele Detti    |
| Tokio 2020          | Robert Finke         | Mychajło Romanczuk | Florian Wellbrock |

### 100 m stylem grzbietowym
| Rok i miejsce       | Złoto             | Srebro              | Brąz                               |
| ------------------- | ----------------- | ------------------- | ---------------------------------- |
| Londyn 1908         | Arno Bieberstein  | Ludvig Dam          | Herbert Haresnape                  |
| Sztokholm 1912      | Harry Hebner      | Otto Fahr           | Paul Kellner                       |
| Antwerpia 1920      | Warren Kealoha    | Raymond Kegeris     | Gérard Blitz                       |
| Paryż 1924          | Warren Kealoha    | Paul Wyatt          | Károly Bartha                      |
| Amsterdam 1928      | George Kojac      | Walter Laufer       | Paul Wyatt                         |
| Los Angeles 1932    | Masaji Kiyokawa   | Toshio Irie         | Kentaro Kawatsu                    |
| Berlin 1936         | Adolph Kiefer     | Albert Vande Weghe  | Masaji Kiyokawa                    |
| Londyn 1948         | Allen Stack       | Robert Cowell       | Georges Vallerey Jr.               |
| Helsinki 1952       | Yoshi Oyakawa     | Gilbert Bozon       | Jack Taylor                        |
| Melbourne 1956      | David Theile      | John Monckton       | Frank McKinney                     |
| Rzym 1960           | David Theile      | Frank McKinney      | Robert Bennett                     |
| Meksyk 1968         | Roland Matthes    | Charles Hickcox     | Ronnie Mills                       |
| Monachium 1972      | Roland Matthes    | Michael Stamm       | John Murphy                        |
| Montreal 1976       | John Naber        | Peter Rocca         | Roland Matthes                     |
| Moskwa 1980         | Bengt Baron       | Wiktor Kuzniecow    | Wołodymyr Dołhow                   |
| Los Angeles 1984    | Richard Carey     | David Wilson        | Mike West                          |
| Seul 1988           | Daichi Suzuki     | David Berkoff       | Igor Polanski                      |
| Barcelona 1992      | Mark Tewksbury    | Jeff Rouse          | David Berkoff                      |
| Atlanta 1996        | Jeff Rouse        | Rodolfo Falcón      | Neisser Bent                       |
| Sydney 2000         | Lenny Krayzelburg | Matthew Welsh       | Stev Theloke                       |
| Ateny 2004          | Aaron Peirsol     | Markus Rogan        | Tomomi Morita                      |
| Pekin 2008          | Aaron Peirsol     | Matt Grevers        | Arkadij Wiatczanin Hayden Stoeckel |
| Londyn 2012         | Matt Grevers      | Nick Thoman         | Ryōsuke Irie                       |
| Rio de Janeiro 2016 | Ryan Murphy       | Xu Jiayu            | David Plummer                      |
| Tokio 2020          | Jewgienij Ryłow   | Klimient Kolesnikow | Ryan Murphy                        |

### 200 m stylem grzbietowym
| Rok i miejsce       | Złoto               | Srebro            | Brąz                |
| ------------------- | ------------------- | ----------------- | ------------------- |
| Paryż 1900          | Ernst Hoppenberg    | Karl Ruberl       | Johannes Drost      |
| Tokio 1964          | Jed Graef           | Gary Dilley       | Robert Bennett      |
| Meksyk 1968         | Roland Matthes      | Mitchell lvey     | Jack Horsley        |
| Monachium 1972      | Roland Matthes      | Michael Stamm     | Mitchell Ivey       |
| Montreal 1976       | John Naber          | Peter Rocca       | Dan Harrigan        |
| Moskwa 1980         | Sándor Wladár       | Zoltán Verrasztó  | Mark Kerry          |
| Los Angeles 1984    | Rick Carey          | Frédéric Delcourt | Cameron Henning     |
| Seul 1988           | Igor Polanski       | Frank Baltrusch   | Paul Kingsman       |
| Barcelona 1992      | Martín López-Zubero | Władimir Siełkow  | Stefano Battistelli |
| Atlanta 1996        | Brad Bridgewater    | Tripp Schwenk     | Emanuele Merisi     |
| Sydney 2000         | Lenny Krayzelburg   | Aaron Peirsol     | Matthew Welsh       |
| Ateny 2004          | Aaron Peirsol       | Markus Rogan      | Răzvan Florea       |
| Pekin 2008          | Ryan Lochte         | Aaron Peirsol     | Arkadij Wiatczanin  |
| Londyn 2012         | Tyler Clary         | Ryōsuke Irie      | Ryan Lochte         |
| Rio de Janeiro 2016 | Ryan Murphy         | Mitch Larkin      | Jewgienij Ryłow     |
| Tokio 2020          | Jewgienij Ryłow     | Ryan Murphy       | Luke Greenbank      |

### 100 m stylem klasycznym
| Rok i miejsce       | Złoto                  | Srebro                | Brąz               |
| ------------------- | ---------------------- | --------------------- | ------------------ |
| Meksyk 1968         | Don McKenzie           | Władimir Kosinski     | Nikołaj Pankin     |
| Monachium 1972      | Nobutaka Taguchi       | Tom Bruce             | John Hencken       |
| Montreal 1976       | John Hencken           | David Wilkie          | Arvydas Juozaitis  |
| Moskwa 1980         | Duncan Goodhew         | Arsens Miskarovs      | Peter Evans        |
| Los Angeles 1984    | Steve Lundquist        | Victor Davis          | Peter Evans        |
| Seul 1988           | Adrian Moorhouse       | Károly Güttler        | Dmitrij Wołkow     |
| Barcelona 1992      | Nelson Diebel          | Norbert Rózsa         | Philip Rogers      |
| Atlanta 1996        | Frédérik Deburghgraeve | Jeremy Linn           | Mark Warnecke      |
| Sydney 2000         | Domenico Fioravanti    | Ed Moses              | Roman Słudnow      |
| Ateny 2004          | Kōsuke Kitajima        | Brendan Hansen        | Hugues Duboscq     |
| Pekin 2008          | Kōsuke Kitajima        | Alexander Dale Oen    | Hugues Duboscq     |
| Londyn 2012         | Cameron van der Burgh  | Christian Sprenger    | Brendan Hansen     |
| Rio de Janeiro 2016 | Adam Peaty             | Cameron van der Burgh | Cody Miller        |
| Tokio 2020          | Adam Peaty             | Arno Kamminga         | Nicolò Martinenghi |

### 200 m stylem klasycznym
| Rok i miejsce       | Złoto               | Srebro             | Brąz               |
| ------------------- | ------------------- | ------------------ | ------------------ |
| Londyn 1908         | Frederick Holman    | William Robinson   | Pontus Hanson      |
| Sztokholm 1912      | Walter Bathe        | Wilhelm Lützow     | Paul Malisch       |
| Antwerpia 1920      | Håkan Malmrot       | Thor Henning       | Arvo Aaltonen      |
| Paryż 1924          | Robert Skelton      | Joseph De Combe    | William Kirschbaum |
| Amsterdam 1928      | Yoshiyuki Tsuruta   | Erich Rademacher   | Teófilo Yldefonso  |
| Los Angeles 1932    | Yoshiyuki Tsuruta   | Reizo Koike        | Teófilo Yldefonso  |
| Berlin 1936         | Tetsuo Hamuro       | Erwin Sietas       | Reizo Koike        |
| Londyn 1948         | Joseph Verdeur      | Keith Carter       | Robert Sohl        |
| Helsinki 1952       | John Davies         | Bowen Stassforth   | Herbert Klein      |
| Melbourne 1956      | Masaru Furukawa     | Masahiro Yoshimura | Charis Juniczew    |
| Rzym 1960           | Bill Mulliken       | Yoshihiko Ōsaki    | Wieger Mensonides  |
| Tokio 1964          | Ian O’Brien         | Heorhij Prokopenko | Chet Jastremski    |
| Meksyk 1968         | Felipe Muñoz        | Władimir Kosinski  | Brian Job          |
| Monachium 1972      | John Hencken        | David Wilkie       | Nobutaka Taguchi   |
| Montreal 1976       | David Wilkie        | John Hencken       | Richard Colella    |
| Moskwa 1980         | Robertas Žulpa      | Albán Vermes       | Arsens Miskarovs   |
| Los Angeles 1984    | Victor Davis        | Glenn Beringen     | Étienne Dagon      |
| Seul 1988           | József Szabó        | Nick Gillingham    | Sergio López Miró  |
| Barcelona 1992      | Michael Barrowman   | Norbert Rózsa      | Nick Gillingham    |
| Atlanta 1996        | Norbert Rózsa       | Károly Güttler     | Andriej Korniejew  |
| Sydney 2000         | Domenico Fioravanti | Terence Parkin     | Davide Rummolo     |
| Ateny 2004          | Kōsuke Kitajima     | Dániel Gyurta      | Brendan Hansen     |
| Pekin 2008          | Kōsuke Kitajima     | Brenton Rickard    | Hugues Duboscq     |
| Londyn 2012         | Dániel Gyurta       | Michael Jamieson   | Ryō Tateishi       |
| Rio de Janeiro 2016 | Dmitrij Bałandin    | Josh Prenot        | Anton Czupkow      |
| Tokio 2020          | Zac Stubblety-Cook  | Arno Kamminga      | Matti Mattsson     |

### 100 m stylem motylkowym
| Rok i miejsce       | Złoto            | Srebro                                  | Brąz               |
| ------------------- | ---------------- | --------------------------------------- | ------------------ |
| Meksyk 1968         | Douglas Russell  | Mark Spitz                              | Ross Wales         |
| Monachium 1972      | Mark Spitz       | Bruce Robertson                         | Jerry Heidenreich  |
| Montreal 1976       | Matthew Vogel    | Joe Bottom                              | Gary Hall Sr.      |
| Moskwa 1980         | Pär Arvidsson    | Roger Pyttel                            | David López-Zubero |
| Los Angeles 1984    | Michael Groß     | Pablo Morales                           | Glenn Buchanan     |
| Seul 1988           | Anthony Nesty    | Matt Biondi                             | Andrew Jameson     |
| Barcelona 1992      | Pablo Morales    | Rafał Szukała                           | Anthony Nesty      |
| Atlanta 1996        | Dienis Pankratow | Scott Miller                            | Władisław Kulikow  |
| Sydney 2000         | Lars Frölander   | Michael Klim                            | Geoff Huegill      |
| Ateny 2004          | Michael Phelps   | Ian Crocker                             | Andrij Serdinow    |
| Pekin 2008          | Michael Phelps   | Milorad Čavić                           | Andrew Lauterstein |
| Londyn 2012         | Michael Phelps   | Chad le Clos Jewgienij Korotyszkin      | –                  |
| Rio de Janeiro 2016 | Joseph Schooling | Michael Phelps Chad le Clos László Cseh | –                  |
| Tokio 2020          | Caeleb Dressel   | Kristóf Milák                           | Noè Ponti          |

### 200 m stylem motylkowym
| Rok i miejsce       | Złoto              | Srebro           | Brąz              |
| ------------------- | ------------------ | ---------------- | ----------------- |
| Melbourne 1956      | William Yorzyk     | Takashi Ishimoto | György Tumpek     |
| Rzym 1960           | Michael Troy       | Neville Hayes    | David Gillanders  |
| Tokio 1964          | Kevin Berry        | Carl Robie       | Fred Schmidt      |
| Meksyk 1968         | Carl Robie         | Martyn Woodroffe | John Ferris       |
| Monachium 1972      | Mark Spitz         | Gary Hall Sr.    | Robin Backhaus    |
| Montreal 1976       | Mike Bruner        | Steven Gregg     | Bill Forrester    |
| Moskwa 1980         | Serhij Fesenko Sr. | Philip Hubble    | Roger Pyttel      |
| Los Angeles 1984    | Jon Sieben         | Michael Groß     | Rafael Vidal      |
| Seul 1988           | Michael Groß       | Benny Nielsen    | Anthony Mosse     |
| Barcelona 1992      | Melvin Stewart     | Danyon Loader    | Franck Esposito   |
| Atlanta 1996        | Dienis Pankratow   | Tom Malchow      | Scott Goodman     |
| Sydney 2000         | Tom Malchow        | Denys Syłantiew  | Justin Norris     |
| Ateny 2004          | Michael Phelps     | Takashi Yamamoto | Stephen Parry     |
| Pekin 2008          | Michael Phelps     | László Cseh      | Takeshi Matsuda   |
| Londyn 2012         | Chad le Clos       | Michael Phelps   | Takeshi Matsuda   |
| Rio de Janeiro 2016 | Michael Phelps     | Masato Sakai     | Tamás Kenderesi   |
| Tokio 2020          | Kristóf Milák      | Tomoru Honda     | Federico Burdisso |

### 200 m stylem zmiennym
| Rok i miejsce       | Złoto                 | Srebro             | Brąz               |
| ------------------- | --------------------- | ------------------ | ------------------ |
| Meksyk 1968         | Charles Hickcox       | Gregory Buckingham | John Ferris        |
| Monachium 1972      | Gunnar Larsson        | Tim McKee          | Steven Furniss     |
| Los Angeles 1984    | Alex Baumann          | Pablo Morales      | Neil Cochran       |
| Seul 1988           | Tamás Darnyi          | Patrick Kühl       | Wadim Jaroszczuk   |
| Barcelona 1992      | Tamás Darnyi          | Gregory Burgess    | Attila Czene       |
| Atlanta 1996        | Attila Czene          | Jani Sievinen      | Curtis Myden       |
| Sydney 2000         | Massimiliano Rosolino | Tom Dolan          | Tom Wilkens        |
| Ateny 2004          | Michael Phelps        | Ryan Lochte        | George Bovell      |
| Pekin 2008          | Michael Phelps        | László Cseh        | Ryan Lochte        |
| Londyn 2012         | Michael Phelps        | Ryan Lochte        | László Cseh        |
| Rio de Janeiro 2016 | Michael Phelps        | Kōsuke Hagino      | Wang Shun          |
| Tokio 2020          | Wang Shun             | Duncan Scott       | Jérémy Desplanches |

### 400 m stylem zmiennym
| Rok i miejsce       | Złoto               | Srebro             | Brąz                |
| ------------------- | ------------------- | ------------------ | ------------------- |
| Tokio 1964          | Richard Roth        | Roy Saari          | Gerhard Hetz        |
| Meksyk 1968         | Charles Hickcox     | Gary Hall Sr.      | Michael Holthaus    |
| Monachium 1972      | Gunnar Larsson      | Tim McKee          | András Hargitay     |
| Montreal 1976       | Rod Strachan        | Tim McKee          | Andriej Smirnow     |
| Moskwa 1980         | Ołeksandr Sidorenko | Serhij Fesenko Sr. | Zoltán Verrasztó    |
| Los Angeles 1984    | Alex Baumann        | Ricardo Prado      | Robert Woodhouse    |
| Seul 1988           | Tamás Darnyi        | David Wharton      | Stefano Battistelli |
| Barcelona 1992      | Tamás Darnyi        | Eric Namesnik      | Luca Sacchi         |
| Atlanta 1996        | Tom Dolan           | Eric Namesnik      | Curtis Myden        |
| Sydney 2000         | Tom Dolan           | Erik Vendt         | Curtis Myden        |
| Ateny 2004          | Michael Phelps      | Erik Vendt         | László Cseh         |
| Pekin 2008          | Michael Phelps      | László Cseh        | Ryan Lochte         |
| Londyn 2012         | Ryan Lochte         | Thiago Pereira     | Kōsuke Hagino       |
| Rio de Janeiro 2016 | Kōsuke Hagino       | Chase Kalisz       | Daiya Seto          |
| Tokio 2020          | Chase Kalisz        | Jay Litherland     | Brendon Smith       |

### 10 km na otwartym akwenie
| Rok i miejsce       | Złoto                   | Srebro            | Brąz                 |
| ------------------- | ----------------------- | ----------------- | -------------------- |
| Pekin 2008          | Maarten van der Weijden | David Davies      | Thomas Lurz          |
| Londyn 2012         | Oussama Mellouli        | Thomas Lurz       | Richard Weinberger   |
| Rio de Janeiro 2016 | Ferry Weertman          | Spiridon Janiotis | Marc-Antoine Olivier |
| Tokio 2020          | Florian Wellbrock       | Kristóf Rasovszky | Gregorio Paltrinieri |

### 4×100m stylem dowolnym
| Rok i miejsce       | Złoto | Srebro | Brąz |
| ------------------- | --- | --- | --- |
| Tokio 1964          | Stany Zjednoczone · Stephen Clark · Michael Austin · Gary Ilman · Don Schollander                                                               | Niemcy · Horst Löffler · Frank Wiegand · Uwe Jacobsen · Hans-Joachim Klein                                                                 | Australia · David Dickson · Peter Doak · John Ryan · Robert Windle                                                         |
| Meksyk 1968         | Stany Zjednoczone · Zachary Zorn · Stephen Rerych · Mark Spitz · Kenneth Walsh                                                                  | ZSRR · Siemion Bielic-Gejman · Wiktor Masanow · Georgijs Kuļikovs · Leonid Iljiczow                                                        | Australia · Gregory Rogers · Robert Cusack · Robert Windle · Michael Wenden                                                |
| Monachium 1972      | Stany Zjednoczone · David Edgar · John Murphy · Jerry Heidenreich · Mark Spitz                                                                  | ZSRR · Władimir Bure · Wiktor Masanow · Wiktor Abojmow · Igor Griwennikow                                                                  | NRD · Roland Matthes · Wilfried Hartung · Peter Bruch · Lutz Unger                                                         |
| Los Angeles 1984    | Stany Zjednoczone · Christopher Cavanaugh · Michael Heath · Matt Biondi · Rowdy Gaines                                                          | Australia · Gregory Fasala · Neil Brooks · Michael Delany · Mark Stockwell                                                                 | Szwecja · Thomas Lejdström · Bengt Baron · Mikael Örn · Per Johansson                                                      |
| Seul 1988           | Stany Zjednoczone · Christopher Jacobs · Troy Dalbey · Tom Jager · Matt Biondi                                                                  | ZSRR · Gennadi Prigoda · Jurij Baszkatow · Nikołaj Jewsiejew · Władimir Tkaczenko                                                          | NRD · Dirk Richter · Thomas Flemming · Lars Hinneburg · Steffen Zesner                                                     |
| Barcelona 1992      | Stany Zjednoczone · Joe Hudepohl · Matt Biondi · Tom Jager · Jon Olsen · Shaun Jordan · Joel Thomas                                             | WNP · Pawło Chnykin · Giennadij Prigoda · Jurij Baszkatow · Aleksandr Popow · Władimir Pysznienko · Weniamin Tajanowicz                    | Niemcy · Christian Tröger · Dirk Richter · Steffen Zesner · Mark Pinger · Andreas Szigat · Bengt Zikarsky                  |
| Atlanta 1996        | Stany Zjednoczone · Jon Olsen · Josh Davis · Brad Schumacher · Gary Hall Jr. · David Fox · Scott Tucker                                         | Rosja · Roman Jegorow · Aleksandr Popow · Władimir Priedkin · Władimir Pysznienko · Dienis Pimankow · Konstantin Uszkow                    | Niemcy · Christian Tröger · Bengt Zikarsky · Björn Zikarsky · Mark Pinger · Alexander Lüderitz                             |
| Sydney 2000         | Australia · Michael Klim · Chris Fydler · Ashley Callus · Ian Thorpe · Todd Pearson · Adam Pine                                                 | Stany Zjednoczone · Anthony Ervin · Neil Walker · Jason Lezak · Gary Hall Jr. · Scott Tucker · Josh Davis                                  | Brazylia · Fernando Scherer · Gustavo Borges · Carlos Jayme · Edvaldo Valério                                              |
| Ateny 2004          | Południowa Afryka · Roland Schoeman · Lyndon Ferns · Darian Townsend · Ryk Neethling                                                            | Holandia · Johan Kenkhuis · Mitja Zastrow · Klaas-Erik Zwering · Pieter van den Hoogenband · Mark Veens                                    | Stany Zjednoczone · Ian Crocker · Michael Phelps · Neil Walker · Jason Lezak · Gabe Woodward · Nate Dusing · Gary Hall Jr. |
| Pekin 2008          | Stany Zjednoczone · Michael Phelps · Garrett Weber-Gale · Cullen Jones · Jason Lezak · Nathan Adrian · Benjamin Wildman-Tobriner · Matt Grevers | Francja · Amaury Leveaux · Fabien Gilot · Frédérick Bousquet · Alain Bernard · Grégory Mallet · Boris Steimetz                             | Australia · Eamon Sullivan · Andrew Lauterstein · Ashley Callus · Matthew Targett · Leith Brodie · Patrick Murphy          |
| Londyn 2012         | Francja · Amaury Leveaux · Fabien Gilot · Clément Lefert · Yannick Agnel · Alain Bernard · Jérémy Stravius                                      | Stany Zjednoczone · Nathan Adrian · Michael Phelps · Cullen Jones · Ryan Lochte · James Feigen · Matt Grevers · Ricky Berens · Jason Lezak | Rosja · Andriej Grieczin · Nikita Łobincew · Władimir Morozow · Daniła Izotow · Jewgienij Łagunow · Siergiej Fiesikow      |
| Rio de Janeiro 2016 | Stany Zjednoczone · Caeleb Dressel · Michael Phelps · Ryan Held · Nathan Adrian · Jimmy Feigen · Blake Pieroni · Anthony Ervin                  | Francja · Mehdy Metella · Fabien Gilot · Florent Manaudou · Jérémy Stravius · Clément Mignon · William Meynard                             | Australia · James Roberts · Kyle Chalmers · James Magnussen · Cameron McEvoy · Matthew Abood                               |
| Tokio 2020          | Stany Zjednoczone · Caeleb Dressel · Blake Pieroni · Bowen Becker · Zach Apple · Brooks Curry                                                   | Włochy · Alessandro Miressi · Thomas Ceccon · Lorenzo Zazzeri · Manuel Frigo · Santo Condorelli                                            | Australia · Matthew Temple · Zac Incerti · Alexander Graham · Kyle Chalmers · Cameron McEvoy                               |

### 4×200m stylem dowolnym
| Rok i miejsce       | Złoto | Srebro | Brąz |
| ------------------- | --- | --- | --- |
| Londyn 1908         | Wielka Brytania · John Derbyshire · Paul Radmilovic · William Foster · Henry Taylor                                            | Węgry · József Munk · Imre Zachár · Béla Las-Torres · Zoltán Halmay                                                                           | Stany Zjednoczone · Harry Hebner · Leo Goodwin · Charles Daniels · Leslie Rich                                                    |
| Sztokholm 1912      | Australazja Cecil Healy Malcolm Champion Leslie Boardman Harold Hardwick                                                       | Stany Zjednoczone · Kenneth Huszagh · Harry Hebner · Perry McGillivray · Duke Kahanamoku                                                      | Wielka Brytania · William Foster · Thomas Battersby · John Hatfield · Henry Taylor                                                |
| Antwerpia 1920      | Stany Zjednoczone · Perry McGillivray · Pua Kealoha · Norman Ross · Duke Kahanamoku                                            | Australia · Henry Hay · William Herald · Ivan Stedman · Frank Beaurepaire                                                                     | Wielka Brytania · Leslie Savage · Edward Peter · Henry Taylor · Harold Annison                                                    |
| Paryż 1924          | Stany Zjednoczone · Ralph Breyer · Harrison Glancy · Wallace O’Connor · Johnny Weissmuller · Richard Howell                    | Australia · Boy Charlton · Maurice Christie · Frank Beaurepaire · Ernest Henry · Ivan Stedman                                                 | Szwecja · Åke Borg · Arne Borg · Orvar Trolle · Georg Werner · Thor Henning · Gösta Persson                                       |
| Amsterdam 1928      | Stany Zjednoczone · Austin Clapp · Walter Laufer · George Kojac · Johnny Weissmuller                                           | Japonia · Hiroshi Yoneyama · Nobuo Arai · Tokuhei Sada · Katsuo Takaishi                                                                      | Kanada · Munroe Bourne · James Thompson · Garnet Ault · Walter Spence                                                             |
| Los Angeles 1932    | Japonia · Hisakichi Toyoda · Yusa Masanori · Miyazaki Yasuji · Takashi Yokoyama                                                | Stany Zjednoczone · George Fissler · Francis Booth · Manuella Kalili · Maiola Kalili                                                          | Węgry · András Wanié · András Székely · István Bárány · László Szabados                                                           |
| Berlin 1936         | Japonia · Masanori Yusa · Shigeo Sugiura · Masaharu Taguchi · Shigeo Arai                                                      | Stany Zjednoczone · Ralph Flanagan · John Macionis · Paul Wolf · Jack Medica                                                                  | Węgry · Árpád Lengyel · Oszkár Abay-Nemes · Ödön Gróf · Ferenc Csik                                                               |
| Londyn 1948         | Stany Zjednoczone · Walter Ris · James McLane · Wallace Wolf · William Smith                                                   | Węgry · Elemér Szathmáry · György Mitró · Imre Nyéki · Géza Kádas                                                                             | Francja · Joseph Bernardo · René Cornu · Henri Padou · Alexandre Jany                                                             |
| Helsinki 1952       | Stany Zjednoczone · Wayne Moore · William Woolsey · Ford Konno · James McLane                                                  | Japonia · Hiroshi Suzuki · Yoshihiro Hamaguchi · Toru Goto · Teijiro Tanikawa                                                                 | Francja · Joseph Bernardo · Aldo Eminente · Alexandre Jany · Jean Boiteux                                                         |
| Melbourne 1956      | Australia · Kevin O’Halloran · John Devitt · Murray Rose · Jon Henricks                                                        | Stany Zjednoczone · Richard Hanley · George Breen · William Woolsey · Ford Konno                                                              | ZSRR · Witalij Sorokin · Władimir Struszanow · Giennadij Nikołajew · Boris Nikitin                                                |
| Rzym 1960           | Stany Zjednoczone · George Harrison · Richard Blick · Michael Troy · Jeff Farrell                                              | Japonia · Makoto Fukui · Hiroshi Ishii · Tsuyoshi Yamanaka · Tatsuo Fujimoto                                                                  | Australia · David Dickson · John Devitt · Murray Rose · John Konrads                                                              |
| Tokio 1964          | Stany Zjednoczone · Stephen Clark · Roy Saari · Gary Ilman · Don Schollander                                                   | Niemcy · Horst-Günter Gregor · Gerhard Hetz · Frank Wiegand · Hans-Joachim Klein                                                              | Japonia · Makoto Fukui · Kunihiro Iwasaki · Toshio Shoji · Yukiaki Okabe                                                          |
| Meksyk 1968         | Stany Zjednoczone · John Nelson · Stephen Rerych · Mark Spitz · Don Schollander                                                | Australia · Gregory Rogers · Graham White · Robert Windle · Michael Wenden                                                                    | ZSRR · Władimir Bure · Siemion Bielic-Gejman · Georgijs Kuļikovs · Leonid Iljiczow                                                |
| Monachium 1972      | Stany Zjednoczone · John Kinsella · Frederick Tyler · Robert Genter · Mark Spitz                                               | RFN · Klaus Steinbach · Werner Lampe · Hans-Günther Vosseler · Hans Fassnacht                                                                 | ZSRR · Igor Griwiennikow · Wiktor Masanow · Georgijs Kuļikovs · Władimir Bure                                                     |
| Montreal 1976       | Stany Zjednoczone · Michael Bruner · Bruce Furniss · John Naber · James Montgomery                                             | ZSRR · Wołodymyr Raskatow · Andriej Bogdanow · Siergiej Koplakow · Andriej Kryłow                                                             | Wielka Brytania · Alan McClatchey · David Dunne · Gordon Downie · Brian Brinkley                                                  |
| Moskwa 1980         | ZSRR · Siergiej Koplakow · Władimir Salnikow · Iwar Stukołkin · Andriej Kryłow                                                 | NRD · Frank Pfütze · Jörg Woithe · Detlev Grabs · Rainer Strohbach                                                                            | Brazylia · Jorge Luiz Leite · Marcus Mattioli · Cyro Delgado · Djan Madruga                                                       |
| Los Angeles 1984    | Stany Zjednoczone · Michael Heath · David Larson · Jeffrey Float · Lawrence Hayes                                              | RFN · Thomas Fahrner · Dirk Korthals · Alexander Schowtka · Michael Groß                                                                      | Wielka Brytania · Neil Cochran · Paul Easter · Paul Howe · Andrew Astbury                                                         |
| Seul 1988           | Stany Zjednoczone · Troy Dalbey · Matthew Cetlinski · Douglas Gjertsen · Matt Biondi                                           | NRD · Uwe Daßler · Sven Lodziewski · Thomas Flemming · Steffen Zesner                                                                         | RFN · Erik Hochstein · Thomas Fahrner · Rainer Henkel · Michael Groß                                                              |
| Barcelona 1992      | WNP · Dmitrij Łepikow · Władimir Pysznienko · Weniamin Tajanowicz · Jewgienij Sadowy · Aleksiej Kudriawcow · Jurij Muchin      | Szwecja · Anders Holmertz · Tommy Werner · Lars Frölander · Christer Wallin                                                                   | Stany Zjednoczone · Joseph Hudepohl · Melvin Stewart · Jon Olsen · Douglas Gjertsen · Scott Jaffe · Daniel Jorgensen              |
| Atlanta 1996        | Stany Zjednoczone · Josh Davis · Joseph Hudepohl · Brad Schumacher · Ryan Berube · Jon Olsen                                   | Szwecja · Christer Wallin · Anders Holmertz · Lars Frölander · Anders Lyrbring                                                                | Niemcy · Aimo Heilmann · ChristianKeller · Christian Tröger · Steffen Zesner · Konstantin Dubrovin · Oliver Lampe                 |
| Sydney 2000         | Australia · Ian Thorpe · Michael Klim · Todd Pearson · William Kirby · Grant Hackett · Daniel Kowalski                         | Stany Zjednoczone · Scott Goldblatt · Josh Davis · Jamie Rauch · Klete Keller · Nate Dusing · Chad Carvin                                     | Holandia · Martijn Zuijdweg · Johan Kenkhuis · Marcel Wouda · Pieter van den Hoogenband · Mark van der Zijden                     |
| Ateny 2004          | Stany Zjednoczone · Michael Phelps · Ryan Lochte · Peter Vanderkaay · Klete Keller · Dan Ketchum · Scott Goldblatt             | Australia · Grant Hackett · Michael Klim · Nicholas Sprenger · Ian Thorpe · Todd Pearson · Antony Matkovich · Craig Stevens                   | Włochy · Emiliano Brembilla · Massimiliano Rosolino · Simone Cercato · Filippo Magnini · Matteo Pelliciari · Federico Cappellazzo |
| Pekin 2008          | Stany Zjednoczone · Michael Phelps · Ryan Lochte · Ricky Berens · Peter Vanderkaay · David Walters · Erik Vendt · Klete Keller | Rosja · Nikita Łobincew · Jewgienij Łagunow · Daniła Izotow · Aleksandr Suchorukow · Michaił Poliszczuk                                       | Australia · Patrick Murphy · Grant Hackett · Grant Brits · Nick Ffrost · Kirk Palmer · Leith Brodie                               |
| Londyn 2012         | Stany Zjednoczone · Ryan Lochte · Conor Dwyer · Ricky Berens · Michael Phelps · Charlie Houchin · Matt McLean · Davis Tarwater | Francja · Amaury Leveaux · Grégory Mallet · Clément Lefert · Yannick Agnel · Jérémy Stravius                                                  | Chiny · Hao Yun · Li Yunqi · Jiang Haiqi · Sun Yang · Lü Zhiwu · Dai Jun                                                          |
| Rio de Janeiro 2016 | Stany Zjednoczone · Conor Dwyer · Townley Haas · Ryan Lochte · Michael Phelps · Clark Smith · Jack Conger · Gunnar Bentz       | Wielka Brytania · Stephen Milne · Duncan Scott · Daniel Wallace · James Guy · Robbie Renwick                                                  | Japonia · Kōsuke Hagino · Naito Ehara · Yuki Kobori · Takeshi Matsuda                                                             |
| Tokio 2020          | Wielka Brytania · Thomas Dean · James Guy · Matthew Richards · Duncan Scott · Calum Jarvis                                     | Rosyjski Komitet Olimpijski · Martin Malutin · Iwan Giriew · Jewgienij Ryłow · Michaił Dowgaljuk · Aleksandr Krasnych · Michaił Wiekowiszczew | Australia · Alexander Graham · Kyle Chalmers · Zac Incerti · Thomas Neill · Mack Horton · Elijah Winnington                       |

### 4×100m stylem zmiennym
| Rok i miejsce       | Złoto | Srebro | Brąz |
| ------------------- | --- | --- | --- |
| Rzym 1960           | Stany Zjednoczone · Frank McKinney · Paul Hait · Lance Larson · Jeff Farrell                                                                        | Australia · David Theile · Terence Gathercole · Neville Hayes · Geoffrey Shipton                                                                        | Japonia · Kazuo Tomita · Koichi Hirakida · Yoshihiko Ōsaki · Keigo Shimizu                                                 |
| Tokio 1964          | Stany Zjednoczone · Thompson Mann · Bill Craig · Fred Schmidt · Stephen Clark                                                                       | Niemcy · Ernst-Joachim Küppers · Egon Henninger · Horst-Günter Gregor · Hans-Joachim Klein                                                              | Australia · Peter Reynolds · Ian O’Brien · Kevin Berry · David Dickson                                                     |
| Meksyk 1968         | Stany Zjednoczone · Charles Hickcox · Donald McKenzie · Douglas Russell · Kenneth Walsh                                                             | NRD · Roland Matthes · Egon Henninger · Horst-Günter Gregor · Frank Wiegand                                                                             | ZSRR · Jurij Hromak · Władimir Kosinski · Władimir Niemszyłow · Leonid Iljiczow                                            |
| Monachium 1972      | Stany Zjednoczone · Michael Stamm · Thomas Bruce · Mark Spitz · Jerry Heidenreich                                                                   | NRD · Roland Matthes · Klaus Katzur · Hartmut Flöckner · Lutz Unger                                                                                     | Kanada · Erik Fish · William Mahony · Bruce Robertson · Robert Kasting                                                     |
| Montreal 1976       | Stany Zjednoczone · John Naber · John Hencken · Matt Vogel · James Montgomery                                                                       | Kanada · Stephen Pickell · Graham Smith · Clayton Evans · Gary MacDonald                                                                                | RFN · Klaus Steinbach · Walter Kusch · Michael Kraus · Peter Nocke                                                         |
| Moskwa 1980         | Australia · Mark Kerry · Peter Evans · Mark Tonelli · Neil Brooks                                                                                   | ZSRR · Wiktor Kuzniecow · Arsens Miskarovs · Jewgienij Seredin · Siergiej Koplakow                                                                      | Wielka Brytania · Gary Abraham · Duncan Goodhew · David Lowe · Martin Smith                                                |
| Los Angeles 1984    | Stany Zjednoczone · Rick Carey · Steve Lundquist · Pablo Morales · Ambrose Gaines                                                                   | Kanada · Mike West · Victor Davis · Tom Ponting · Sandy Goss                                                                                            | Australia · Mark Kerry · Peter Evans · Glenn Buchanan · Mark Stockwell                                                     |
| Seul 1988           | Stany Zjednoczone · David Berkoff · Richard Schroeder · Matt Biondi · Christopher Jacobs                                                            | Kanada · Mark Tewksbury · Victor Davis · Thomas Ponting · Donald Goss                                                                                   | ZSRR · Igor Polanski · Dmitrij Wołkow · Wadim Jaroszczuk · Giennadij Prigoda                                               |
| Barcelona 1992      | Stany Zjednoczone · Jeff Rouse · Nelson Diebel · Pablo Morales · Jan Olsen · David Berkoff · Hans Dersch · Melvin Stewart · Matt Biondi             | WNP · Władimir Siełkow · Wasilij Iwanow · Pawło Chnykin · Aleksandr Popow · Władimir Pysznienko · Władisław Kulikow · Dmitrij Wołkow                    | Kanada · Mark Tewksbury · Jonathan Cleveland · Marcel Gery · Stephen Clarke · Thomas Ponting                               |
| Atlanta 1996        | Stany Zjednoczone · Jeff Rouse · Jeremy Linn · Mark Henderson · Gary Hall Jr. · Josh Davis · Kurt Grote · John Hargis · Tripp Schwenk               | Rosja · Władimir Siełkow · Stanisław Łopuchow · Dienis Pankratow · Aleksandr Popow · Roman Iwanowski · Władisław Kulikow · Roman Jegorow                | Australia · Steven Dewick · Philip Rogers · Scott Miller · Michael Klim · Toby Haenen                                      |
| Sydney 2000         | Stany Zjednoczone · Lenny Krayzelburg · Ed Moses · Ian Crocker · Gary Hall Jr. · Neil Walker · Tommy Hannan · Jason Lezak                           | Australia · Matthew Welsh · Regan Harrison · Geoff Huegill · Michael Klim · Josh Watson · Ryan Mitchell · Adam Pine · Ian Thorpe                        | Niemcy · Stev Theloke · Jens Kruppa · Thomas Rupprath · Torsten Spanneberg                                                 |
| Ateny 2004          | Stany Zjednoczone · Aaron Peirsol · Brendan Hansen · Ian Crocker · Jason Lezak · Mark Gangloff · Lenny Krayzelburg · Michael Phelps · Neil Walker   | Niemcy · Steffen Driesen · Jens Kruppa · Thomas Rupprath · Lars Conrad · Helge Meeuw                                                                    | Japonia · Tomomi Morita · Kōsuke Kitajima · Takashi Yamamoto · Yoshihiro Okumura                                           |
| Pekin 2008          | Stany Zjednoczone · Aaron Peirsol · Brendan Hansen · Michael Phelps · Jason Lezak · Matt Grevers · Mark Gangloff · Ian Crocker · Garrett Weber-Gale | Australia · Hayden Stoeckel · Brenton Rickard · Andrew Lauterstein · Eamon Sullivan · Ashley Delaney · Christian Sprenger · Adam Pine · Matthew Targett | Japonia · Jun’ichi Miyashita · Kōsuke Kitajima · Takurō Fujii · Hisayoshi Satō                                             |
| Londyn 2012         | Stany Zjednoczone · Matthew Grevers · Brendan Hansen · Michael Phelps · Nathan Adrian · Nick Thoman · Eric Shanteau · Tyler McGill · Cullen Jones   | Japonia · Ryōsuke Irie · Kōsuke Kitajima · Takeshi Matsuda · Takurō Fujii                                                                               | Australia · Hayden Stoeckel · Christian Sprenger · Matthew Targett · James Magnussen · Brenton Rickard · Tommaso D’Orsogna |
| Rio de Janeiro 2016 | Stany Zjednoczone · Ryan Murphy · Cody Miller · Michael Phelps · Nathan Adrian · David Plummer · Kevin Cordes · Tom Shields · Caeleb Dressel        | Wielka Brytania · Chris Walker-Hebborn · Adam Peaty · James Guy · Duncan Scott                                                                          | Australia · Mitch Larkin · Jake Packard · David Morgan · Kyle Chalmers · Cameron McEvoy                                    |
| Tokio 2020          | Stany Zjednoczone · Ryan Murphy · Michael Andrew · Caeleb Dressel · Zach Apple · Hunter Armstrong · Andrew Wilson · Tom Shields · Blake Pieroni     | Wielka Brytania · Luke Greenbank · Adam Peaty · James Guy · Duncan Scott · James Wilby                                                                  | Włochy · Thomas Ceccon · Nicolò Martinenghi · Federico Burdisso · Alessandro Miressi                                       |

## Konkurencje już nierozgrywane

### 50 jardów stylem dowolnym
| Rok i miejsce    | Złoto         | Srebro      | Brąz            |
| ---------------- | ------------- | ----------- | --------------- |
| Saint Louis 1904 | Zoltán Halmay | Scott Leary | Charles Daniels |

### 100 jardów stylem dowolnym
| Rok i miejsce    | Złoto         | Srebro          | Brąz        |
| ---------------- | ------------- | --------------- | ----------- |
| Saint Louis 1904 | Zoltán Halmay | Charles Daniels | Scott Leary |

### 220 jardów stylem dowolnym
| Rok i miejsce    | Złoto           | Srebro         | Brąz        |
| ---------------- | --------------- | -------------- | ----------- |
| Saint Louis 1904 | Charles Daniels | Francis Gailey | Emil Rausch |

### 440 jardów stylem dowolnym
| Rok i miejsce    | Złoto           | Srebro         | Brąz       |
| ---------------- | --------------- | -------------- | ---------- |
| Saint Louis 1904 | Charles Daniels | Francis Gailey | Otto Wahle |

### 500 m stylem dowolnym
| Rok i miejsce | Złoto        | Srebro           | Brąz               |
| ------------- | ------------ | ---------------- | ------------------ |
| Ateny 1896    | Paul Neumann | Andonios Pepanos | Efstatios Chorafas |

### 880 jardów stylem dowolnym
| Rok i miejsce    | Złoto       | Srebro         | Brąz      |
| ---------------- | ----------- | -------------- | --------- |
| Saint Louis 1904 | Emil Rausch | Francis Gailey | Géza Kiss |

### 1000 m stylem dowolnym
| Rok i miejsce | Złoto              | Srebro     | Brąz          |
| ------------- | ------------------ | ---------- | ------------- |
| Paryż 1900    | John Arthur Jarvis | Otto Wahle | Zoltán Halmay |

### 1200 m stylem dowolnym
| Rok i miejsce | Złoto        | Srebro        | Brąz |
| ------------- | ------------ | ------------- | ---- |
| Ateny 1896    | Alfréd Hajós | Joanis Andreu | –    |

### 1 mila stylem dowolnym
| Rok i miejsce    | Złoto       | Srebro    | Brąz           |
| ---------------- | ----------- | --------- | -------------- |
| Saint Louis 1904 | Emil Rausch | Géza Kiss | Francis Gailey |

### 4000 m stylem dowolnym
| Rok i miejsce | Złoto              | Srebro        | Brąz         |
| ------------- | ------------------ | ------------- | ------------ |
| Paryż 1900    | John Arthur Jarvis | Zoltán Halmay | Louis Martin |

### 100 jardów stylem grzbietowym
| Rok i miejsce    | Złoto        | Srebro         | Brąz            |
| ---------------- | ------------ | -------------- | --------------- |
| Saint Louis 1904 | Walter Brack | Georg Hoffmann | Georg Zacharias |

### 400 m stylem klasycznym
| Rok i miejsce  | Złoto         | Srebro       | Brąz           |
| -------------- | ------------- | ------------ | -------------- |
| Sztokholm 1912 | Walter Bathe  | Thor Henning | Percy Courtman |
| Antwerpia 1920 | Håkan Malmrot | Thor Henning | Arvo Aaltonen  |

### 440 jardów stylem klasycznym
| Rok i miejsce    | Złoto           | Srebro       | Brąz                |
| ---------------- | --------------- | ------------ | ------------------- |
| Saint Louis 1904 | Georg Zacharias | Walter Brack | Henry Jamison Handy |

### 4×50jardów stylem dowolnym
| Rok i miejsce    | Złoto                                                                         | Srebro                                                                        | Brąz                                                                                 |
| ---------------- | ----------------------------------------------------------------------------- | ----------------------------------------------------------------------------- | ------------------------------------------------------------------------------------ |
| Saint Louis 1904 | Stany Zjednoczone · Joe Ruddy · Leo Goodwin · Louis Handley · Charles Daniels | Stany Zjednoczone · David Hammond · Bill Tuttle · Hugo Goetz · Raymond Thorne | Stany Zjednoczone · Amedee Reyburn · Gwynne Evans · Marquard Schwarz · Bill Orthwein |

### 200 m drużynowo
| Rok i miejsce | Złoto | Srebro                                                                                           | Brąz                                                                                          |
| ------------- | --- | ------------------------------------------------------------------------------------------------ | --------------------------------------------------------------------------------------------- |
| Paryż 1900    | Cesarstwo Niemieckie · Max Hainle · Ernst Lührsen · Gustav Lexau · Herbert von Petersdorff · Ernst Hoppenberg | Francja · Maurice Hochepied · Victor Hochepied · Joseph Bertrand · Jules Verbecke · Victor Cadet | Francja · Georges Leuillieux · Louis Martin · Philippe Houben · René Tartara · Désiré Mérchez |

### 100 m dla żeglarzy
| Rok i miejsce | Złoto            | Srebro            | Brąz             |
| ------------- | ---------------- | ----------------- | ---------------- |
| Ateny 1896    | Joanis Malokinis | Spiridon Chazapis | Dimitrios Driwas |

### 200 m z przeszkodami
| Rok i miejsce | Złoto          | Srebro     | Brąz       |
| ------------- | -------------- | ---------- | ---------- |
| Paryż 1900    | Frederick Lane | Otto Wahle | Peter Kemp |

### Pływanie podwodne
| Rok i miejsce | Złoto                | Srebro    | Brąz            |
| ------------- | -------------------- | --------- | --------------- |
| Paryż 1900    | Charles Devendeville | André Six | Peder Lykkeberg |